# Lista de episódios de Naruto Shippuden (3.ª temporada)
Esta é uma lista de episódios da terceira temporada de Naruto Shippuden. Foi exibida entre 3 de abril de 2008 e 25 de Setembro de 2008, compreendendo do episódio 54 ao 77. 
| # | Título                                     | Estreia   |
| --- | ------------------------------------------ | --------- |
| 54 | "Pesadelo" "悪夢"                          | 3/4/2008  |
| (Semi-Filler) Naruto tem um pesadelo envolvendo a Kyuubi. Sai procura se enturmar, e lê livros sobre o tema. O time Kakashi se reúne para falar sobre a missão, mas Kakashi já havia sido informado. Este então explica que mesmo Sasuke estando muito mais forte, é possível superá-lo, com um treinamento especial que ele estava planejando no hospital: ajudar Naruto a desenvolver uma técnica ninja própria, e que seja poderosa. |                                            |           |
| 55 | "Vento" "旋風"                             | 17/4/2008 |
| Kakashi explica a Naruto que este consegue alterar a forma do chakra, criando o Rasengan, mas que é necessário dominar também a alteração da natureza do chakra: exemplifica com o passo-a-passo do Chidori, mostra a concentração do chakra e depois a alteração dele para eletricidade. O treinamento consiste basicamente nisto. Usa um papel especial para determinar o tipo de chakra de Naruto, e constata ser do tipo Vento. Explica o básico sobre os cinco tipos de chakra e as combinações possíveis (como a madeira, que é terra + água). Feito isto, explica o método de acelerar o treino: Tajuu Kage Bunshin. Com isto, pode-se por mil Narutos a treinar simultaneamente, encurtando o tempo de treino, e depois levando todo o conhecimento obtido ao original, quando os clones forem desfeitos. Kakashi diz que isto é possível com Naruto por este possuir mais de 4 vezes sua quantidade de chakra, mas que ele mesmo nunca usou, por ter pouco chakra e seus clones durarem pouco. Frisa que é possível que Naruto tenha mais de 100 vezes seu chakra, se usar o chakra da Kyuubi, e para isto convocou Yamato para auxiliar no treino: se for necessário, usará suas técnicas de madeira para prender a Kyuubi, caso dê errado. Naruto inicia, com seus clones, o treino de rasgar uma folha usando apenas o chakra, e consegue já um pequenino corte. |                                            |           |
| 56 | "Contorção" "うごめく"                     | 24/4/2008 |
| (Semi-Filler) Naruto envia um clone até Asuma, o outro membro de vila com chakra de vento, para pedir dicas. Asuma lhe diz que o vento deve ser dividido em partes pequenas e afiadas, e chocado um contra o outro, criando uma lâmina. Empresta sua lâminda de chakra para Naruto, de forma que este entenda. Usando o conhecimento obtido por este clone, todos os demais começam a se empenhar da mesma forma. Naruto consegue rasgar a folha totalmente, mas quase cai no chão nas duas vezes em que desfez os clones, devido ao cansaço acumulado. Kakashi estava preparado para segurá-lo, e Yamato preparado para segurar o chakra Kyuubi (estava com a técnica de "Sentar" preparado durante todo o treino). Uma cidade próxima à fronteira é atacada pela Vila Oculta da Chuva, e o treinamento é suspendido, pois o Time Kakashi é convocado para a missão. No caminho, Naruto encontra-se com Asuma novamente, e descobre que ele é filho do 3º Hokage. Kakashi relata o treino do dia para Tsunade, e acrescenta que, por o Naruto estar se esforçando além do esperado no treino, para que este se encerre logo, era possível que mesmo com Yamato por segurança seria possível que a Kyuubi se descontrolasse. Conclui então que foi uma decisão acertada enviar Naruto para uma missão. O episódio se encerra mostrando uma vila dizimada por um grupo que espera ver o País do Fogo mais poderoso que todos os outros, de forma que unifique o mundo sob seu poder. |                                            |           |
| 57 | "Acordado do Sono Eterno" "奪われた永眠り" | 2/5/2008  |
| (Filler) Naruto segue para a missão convocada pelo Templo do Fogo: encontrar os ladrões de túmulo. Yamato avisa que os túmulos não são comuns, são secretos, pois possuem corpos de ninjas dentro. Sendo assim, seria possível estudar os corpos para descobrir segredos ninja, ou usar o corpo diretamente, como quando Sasori fez marionete ou quando Orochimaru invocou os Hokages. Naruto acidentalmente entra em um túmulo já roubado, e Sora, um jovem integrante do templo, pensa que Naruto é o ladrão, e ataca-o com Fuuton - Juuha Shou e sua outra versão, Fuuton - Juuha Reppuu Shou. O líder do templo informa que os quatro túmulos contém corpos de ex-membros do grupo 12 Ninjas Guardiões, que escoltavam o senhor feudal. Yamato explica à Naruto que enquanto Konoha tem a obrigação de proteger o País do Fogo, os 12 ninjas protegem diretamente o senhor feudal. Os quatro que estão (ou pelo menos deveriam estar) nos túmulos foram mortos quando 6 integrantes do grupo decidiram dar um golpe, e unificar o mundo sob o poder do País do Fogo. Os 6 revoltosos foram mortos, mas 4 morreram para derrotá-los, e são justamente os quatro que estão enterrados em torno do templo. |                                            |           |
| 58 | "Solidão" "孤独"                           | 2/5/2008  |
| (Filler) Naruto percebe que Sora é excluído pelos membros do templo assim como já foi pelos membros de Konoha. Decide então conversar com ele, numa tentativa de resolver o conflito. Após isto, como o time Kakashi já estava pronto, partiram para os túmulos. |                                            |           |
| 59 | "Um Novo Inimigo" "新たな敵"               | 16/5/2008 |
| (Filler) Ao chegarem em uma grande planície, o time Kakashi avista os caixões sendo arrastados em alta velocidade no chão. Então divide o time para persegui-los: Naruto e Sora, Sakura e Sai, Yamato. Porém, abruptamente os caixões param, e enterram-se, desaparecendo. A presença dos demais ninjas também some. Repentinamente toda a enorme planície se transforma em uma enorme cadeia de montanhas altas que se movem, separando o time Kakashi. Os integrantes do time descobrem que as montanhas mudam de lugar ao tentarem sair, e que há várias armadilhas no interior delas. |                                            |           |
| 60 | "Impermanência" "有為転変"                 | 22/5/2008 |
| (Filler) Sora separa-se de Sakura. Sai escapa da mulher que criou a planta do terreno, elimina o marcador que estava colado em si e encontra-se com Sakura, salvando-a de uma aranha. Naruto enfrenta uma mulher que quer beijá-lo, e assim, matá-lo. Descobre que ela domina quatro naturezas de chakra: Raio, Fogo, Água e Rocha. |                                            |           |
| 61 | "Contato" "接触"                           | 29/5/2008 |
| (Filler) A mulher que controla 4 naturezas de chakra identifica-se como Fuuma, e revela controlar a 5ª natureza elemental também: o Vento. Consegue aprisionar Naruto, e dá-lhe o Beijo da Morte, que consiste em sugar o chakra do alvo até que este morra. Entretanto Naruto não morre, pois Fuuma tem um mal-estar causado por sugar o chakra Kyuubi. Sora encontra-se com um inimigo, e este promete usar os quatro corpos pelo bem do País do Fogo. Sora usa seu braço direito enfaixado, liberando um grande poder de vento. Yamato, ao perceber que os inimigos (que já fugiram) estavam atrás do Sora e não do líder do Templo, decide levá-lo para Konoha, e coloca-o no lugar de Sai no Time Kakashi, pois Sai está com o braço envenenado e necessitará de cuidados médicos ao retornar. |                                            |           |
| 62 | "Parceiro de Equipe" "チームメイト"        | 5/6/2008  |
| (Filler) Naruto é incumbido de apresentar a Vila Oculta da Folha para Sora. Como se recusa, Sora explora a vila sozinho, e entra numa briga contra Rock Lee, Chouji e Kiba. Para resolver, Asuma leva todos para comer. A pedido de Naruto, Asuma explica à Sora como fazer a arma cortar mais ao aderir chakra nela. Sora pede informações sobre seu pai à Asuma, e este faz uma declaração nem contra nem a favor do pai de Sora. Imediatamente após Sora começa a treinar o que Asuma explicou, e Naruto também. O grupo que havia atacado o time Kakashi ataca o clã Kohaku. |                                            |           |
| 63 | "Os Dois Reis" "二つの玉"                  | 19/6/2008 |
| (Filler) Naruto e Sora treinam o chakra do elemento vento com Asuma. Tsunade mostra a Yamato um pergaminho dizendo que Sora é filho de Kazuma, e que algo fez ele perder o controle no templo do fogo, causando grande estrago lembrado até hoje pelos demais membros. Kazuma conta a Sora que quem matou seu pai foi Asuma. Danzou desaparece. Sora domina a transformação de natureza do chakra para vento. |                                            |           |
| 64 | "O Sinal de Fogo Negro" "漆黒の狼煙"       | 3/7/2008  |
| (Filler) Danzou é capturado juntamente com um ninja da Vila Oculta da Chuva próximo à fronteira com o País da Chuva. Os conselheiros informam que o ninja capturado junto era espião duplo, e repassava as informações para eles. Sora descobre que Danzou o quer eliminado, mas pensa que a Hokage concorda. Asuma conta à Sora que matou Kazuma. Sora tenta matar Asuma, mas é levado embora. É convencido por um membro do grupo que deseja unificar o País do Fogo sob o poder do senhor feudal a matar Tsunade, mas fracassa, pois Naruto chega à tempo de impedi-lo. |                                            |           |
| 65 | "Presa na Escuridão" "暗黒の"              | 3/7/2008  |
| (Filler) Os quatro ninjas chegam à vila e fazem uma barreira de defesa que prende todos os ninjas dentro da vila. Asuma, ao falar com Sora, descobre que o grupo que está atacando a vila é o mesmo que tentou o golpe de estado no passado. Um dos quatro ninjas usa uma técnica que revive todos os mortos do clã Kohaku, enterrados próximo às fronteiras da vila. Tsunade percebe que a quantidade de ninjas disponíveis é pequena; havia enviado ninjas demais para a fronteira com o país da chuva. Os quatro ninjas mortos roubados do templo do fogo e que dominam o elemento raio terminam seu carregamento na estação elétrica da Vila da Folha. |                                            |           |
| 66 | "Almas Revividas" "黄泉がえる魂"           | 20/7/2008 |
| (Filler) Asuma segue para a estação de energia e encontra os quatro membros dos 12 Ninjas Guardiões que eram seus companheiros. Estes, por terem sido ressuscitados, não podem descumprir a ordem de quem lhes devolveu a vida, e posicionam-se em torno da vila para usar a técnica LimeLight, que destruiria toda a vila de uma vez. Entretanto, um permanece lutando contra Asuma. Shikamaru reporta à Tsunade que os zumbis no portão parecem ser apenas distrações, e que o verdadeiro grupo deve estar em outro local da vila. Naruto e Yamato começam a lutar contra dois oponentes dos quatro ninjas invasores, separadamente. Konohamaru repassa o alerta que Asuma lhe deu antes de seguir para a estação: há um grupo de inimigos lá. Sora sabe diretamente de um ninja do grupo invasor que a intenção é destruir a vila toda. |                                            |           |
| 67 | "Todos Lutam até a Morte" "それぞれの死闘" | 24/7/2008 |
| (Filler) Sora se revolta ao perceber que todos da vila seriam mortos, e por isto apanha do velho que estava consigo. Asuma fica preso numa técnica Raiton. Sakura derrota a mulher que criou a barreira de defesa, e então esta se desfaz. Yamato pro derrota o homem que utilizava as técnicas Doton, e então o terreno invocado desaparece juntamente com os zumbis. |                                            |           |
| 68 | "O Momento do Despertar" "目覚めの刻"      | 31/7/2008 |
| (Filler) Naruto descobre que a garota que o estava atacando possui várias naturezas por ficar constantemente trocando de corpo. Percebe em seguida que o corpo é falso, feito de areia e que a garota na verdade é uma peruca voadora. O velho que estava batendo em Sora revela que o poder do braço direito deste é um pouco do chakra da Kyuubi selado nele. Asuma liberta-se de sua prisão Raiton e mata seu amigo já morto, impedindo o LimeLight. Nisto o velho que estava batendo em Sora desfaz os outros três mortos e liberta o selo de Sora. |                                            |           |
| 69 | "Desespero" "絶望"                         | 31/7/2008 |
| (Filler) Sora fica com a pele do demônio e libera três caudas. Não consegue ser detido por nenhum ninja e quer destruir o mundo, por não ser aceito nele. |                                            |           |
| 70 | "Ressonância" "共鳴"                       | 7/8/2008  |
| (Filler) Asuma trava uma luta com Kazuma. Naruto entra em ressonância com Sora, e acaba ficando com a pele do demônio também. Sora libera a quarta cauda e por isto se torna uma "mini-Kyuubi". Yamato fracassa na tentativa de usar sua técnica para frear o chakra Kyuubi. Os demais ninjas presentes tentam combater com Sora, mas fracassam e assistem impotentes as tentativas sucessivas de Naruto em trazer a consciência de Sora de volta. Naruto recusa-se a usar o poder da nove caudas e retorna ao seu estado normal pouco antes de se tornar "mini-Kyuubi". |                                            |           |
| 71 | "Meu Amigo" "友よ"                         | 14/8/2008 |
| (Semi-Filler) Sora recupera-se e volta ao Templo do Fogo. Kazuma é morto por Asuma. Yugito Nii é perseguida por dois akatsukis: Hidan e Kakuzu. |                                            |           |
| 72 | "Uma Ameaça se Aproxima" "忍び寄る脅威"    | 21/8/2008 |
| Hidan e Kakuzu capturam a Nibi. Kakashi entrega um relatório para a Hokage sobre as informações obtidas com Jiraiya: sete países vizinhos foram atacados em busca de Jinchuurikis. |                                            |           |
| 73 | "A Invasão da Akatsuki" "暁侵攻"           | 28/8/2008 |
| Naruto recomeça o seu treinamento. Por já ter dominado a mudança de chackra (ou seja, ter conseguido cortar a folha), a segunda etapa do treino se inicia: cortar a cachoeira que Yamato criou - isto exige além da mudança de chackra, um controle de grande quantidade deste. Zetsu leva o corpo de Yugito Nii. Hidan e Kakuzu invadem o templo do fogo e matam Chiriku. Um monge sobrevivente preocupa-se em avisar a Vila Oculta da Folha. |                                            |           |
| 74 | "Sob o Céu Estrelado" "星空の下で"         | 4/9/2008  |
| Naruto continua seu treinamento e consegue cortar a cachoeira. Sakura percebe que todos se tornaram fortes e percebe ela não se tornou tanto quanto os outros, então lembra-se do que Yamato disse sobre seus sentimentos em relação a Sasuke. Asuma, Kotetsu, Shikamaru e Izumo começam a procurar Hidan e Kakuzu. |                                            |           |
| 75 | "A Oração do Velho Monge" "の老僧の祈り"   | 11/9/2008 |
| O time de Asuma chega ao Templo do Fogo e recebe a informação de que o único corpo não encontrado havia sido o de Chiriku. O time então deduz que foi levado para troca por recompensa, e parte para o local de trocas mais próximo. Kakashi diz a Naruto que tem algo interessante a mostrá-lo, e cria uma Rasengan em sua mão. |                                            |           |
| 76 | "O Próximo Passo" "次なる段階"             | 25/9/2008 |
| Kakashi revela a Naruto que consegue executar o Rasengan também, mas não consegue mudar o elemento do chakra. Conta que o criador do Rasengan, o Quarto Hokage, também não passou deste ponto. Naruto tenta descobrir por conta própria em seu treino, já que ninguém poderá explicá-lo. Durante o treino, o chakra Kyuubi começa a se liberar, mas Yamato usa sua técnica e volta Naruto ao normal. Desesperado, Yamato avisa que não conseguirá fazer isto tantas vezes, e recebe de resposta que o sucesso do treinamento de Naruto dependerá exclusivamente desta técnica. Asuma, Kotetsu, Shikamaru e Izumo começam a sua luta contra Hidan, ao encontrá-lo no exterior do ponto de troca. Kakuzu assiste sem interferir, a pedido de Hidan. |                                            |           |
| 77 | "Escalada de Prata" "棒銀"                 | 25/9/2008 |
| Asuma, Shikamaru, Izumo e Kotetsu continuam Hidan, com Shikamaru tentando pegá-lo em sua técnica de sombra e Asuma lutando diretamente. Os dois outros ninjas dão cobertura a Shikamaru, como segurança de que Kakuzu não atrapalhará mesmo se descumprir sua promessa. |                                            |           |